# Dobbs v. Jackson Women's Health Organization
Dobbs v. Jackson Women's Health Organization is een beslissing die het Hooggerechtshof van de Verenigde Staten nam in juni 2022. Het Hof oordeelde dat de grondwet van de Verenigde Staten geen recht op abortus verleent. Hierdoor werden zowel het arrest Roe v. Wade (1973) als het arrest Planned Parenthood v. Casey (1992) verworpen. Het recht op abortus is daardoor afhankelijk van de wetgeving van de individuele staat.

## Achtergrond
De zaak ging over de grondwettelijkheid van een staatswet uit 2018 in Mississippi die de meeste abortusoperaties na de eerste 15 weken van de zwangerschap verbood. Lagere rechtbanken hadden handhaving van de wet tegengehouden met voorlopige voorzieningen. De bevelen waren gebaseerd op de uitspraak in Planned Parenthood v. Casey, die staten had verhinderd om abortus vóór de levensvatbaarheid van de foetus te verbieden, over het algemeen binnen de eerste 24 weken. Dit was op basis van het feit dat de keuze van een vrouw voor abortus gedurende die tijd wordt beschermd door privacyrechten krachtens het veertiende amendement op de Amerikaanse grondwet.
De ideologische verschuiving van het Hooggerechtshof, met als sluitstuk de benoeming in 2020 van rechter Amy Coney Barrett, die vóór haar benoeming uitgesproken tegen abortus was, maakte van Dobbs een potentieel middel om zowel Roe als Casey uit te dagen. Meer dan 20 staten stelden wetgeving op, waaronder 13 met triggerwetten, om abortus strikt te reguleren als Dobbs een einde zou maken Roe en Casey. Dobbs kreeg meer aandacht in de nasleep van juridische gevechten over de Texas Heartbeat Bill, die in mei 2021 van kracht werd, wat leidde tot bijna recordbrekende amicus curiae-inzendingen in Dobbs.
In december 2021 vonden pleidooien voor het Hooggerechtshof plaats. Begin mei 2022 publiceerde Politico een uitgelekt ontwerp-meerderheidsadvies uit februari van rechter Samuel Alito. Het zou Roe en Casey omverwerpen door de specifieke privacyrechten in kwestie teniet te doen, federale betrokkenheid te elimineren en de kwestie aan de staten over te laten. Door een verklaring van de opperrechter van de Verenigde Staten, John Roberts, bevestigde het Hof de authenticiteit van het document. Het Hof zei er echter ook bij dat dit geen definitieve beslissing was.

## Beslissing
De beslissing werd genomen op 24 juni 2022, met 6 tegen 3 om de uitspraken van lagere rechtbanken ongedaan te maken; een uitspraak van 5 tegen 4 vernietigde Roe en Casey. De meerderheidsopinie stelde dat abortus geen grondwettelijk recht was en dat de staten discretionaire bevoegdheid zouden moeten hebben bij het reguleren van abortus. Het meerderheidsstandpunt, geschreven door Alito, was in wezen vergelijkbaar met het uitgelekte ontwerp. Opperrechter Roberts was het eens met de uitspraak die de Mississippi-wet handhaafde, maar sloot zich niet aan bij de meerderheid om Roe en Casey ten val te brengen.

## Reacties
De beslissing van het Hof veroorzaakte verdeeldheid onder het Amerikaanse publiek. Peilingen wezen erop dat 55% à 60% van de bevolking tegen de omverwerping van Roe en Casey was.
In veel Amerikaanse steden werd de eerste dagen na het besluit massaal gedemonstreerd door tegenstanders van de uitspraak. De demonstranten verzamelden zich onder meer voor het gebouw van het Hooggerechtshof in Washington D.C.